# رندال لیل
رندال انریکه لیل آرلی (زاده ۱۴ ژانویه ۱۹۹۷)، بازیکن فوتبال کاستاریکایی است که برای Nashville SC در لیگ برتر فوتبال ایالات متحده آمریکا، توپ می زند . 